# Houtkopersburgwal
Le Houtkopersburgwal est un canal secondaire très court de la ville d'Amsterdam. Il est situé à l'est de l'arrondissement de Centrum (dans le Lastage) et relie le Oudeschans au Uilenburgergracht autour de l'île de Uilenburg dont il constitue la limite sud. Son tracé est parallèle à celui du Rapenburgwal, frontière nord de l'île. Il fut creusé à la suite de la construction du Uilenburgergracht en 1593, afin de le relier au Oudeschans. Au XIXe siècle, les îles nouvellement créées de Uilenburg, Valkenburg et Marken constituaient les quartiers les plus pauvres du quartier juif. 